# Callobius severus
Callobius severus es una especie de araña araneomorfa del género Callobius,  familia Amaurobiidae. Fue descrita científicamente por Simon en 1884.
Se distribuye por Canadá y los Estados Unidos. La especie se mantiene activa durante todos los meses del año.